# Galbula pastazae
Galbula pastazae là một loài chim trong họ Galbulidae.